# Mont-l'Étroit
Pour les articles homonymes, voir Mont.
Mont-l’Étroit est une commune française située dans le département de Meurthe-et-Moselle en région Grand Est.

## Géographie

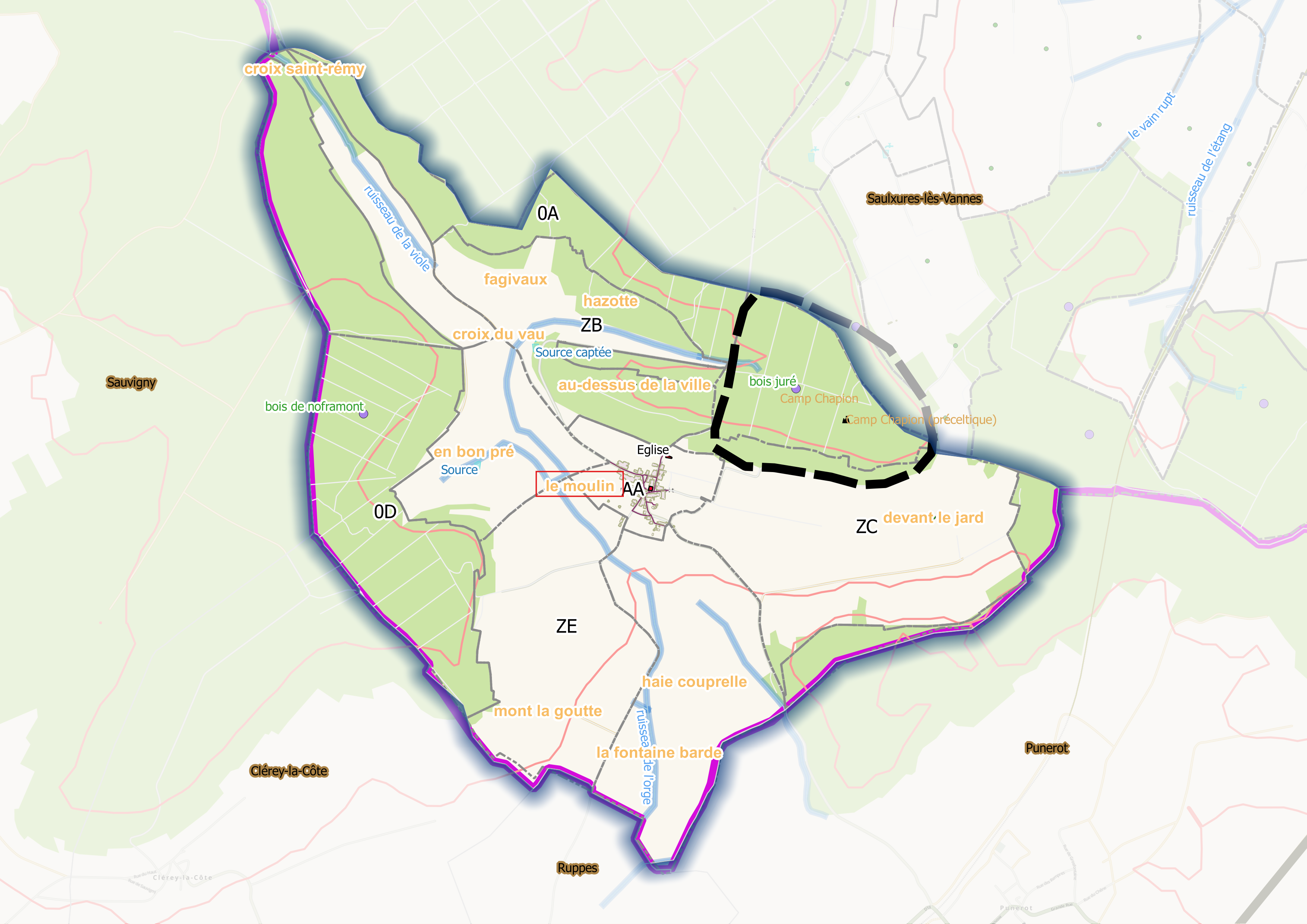
Fig. 1 - Mont-l'Étroit (ban communal).

### Localisation
L'altitude de Mont-l'Étroit est de 340 mètres environ, sa superficie est de 647 hectares. D'après les données Corinne land Cover, le ban communal se compose à 75 % de forêts et arbustes contre seulement  25 % de prairies et terres arables ainsi que de zones anthropisées (zones urbaines et agricoles permanentes)
le territoire est arrosé par les cours d'eau suivants : Ruisseau de L'Orge (3,758 km),  Fosse de Huville (0,713 km) Ruisseau de la Viole (1,165 km).
Les villages proches de Mont-l'Étroit sont :
- Punerot à 2,5 km ; Clérey-la-Côte à 2,7 km ;
- Saulxures-lès-Vannes à 3,4 km ; Ruppes à 3,5 km ;
- Autreville à 5 km ; Sauvigny à 5 km.

### Hydrographie
La commune est dans le bassin versant de la Meuse au sein du bassin Rhin-Meuse. Elle est drainée par la Fosse de Huville, le ruisseau de L Orge et le ruisseau de la Viole,.

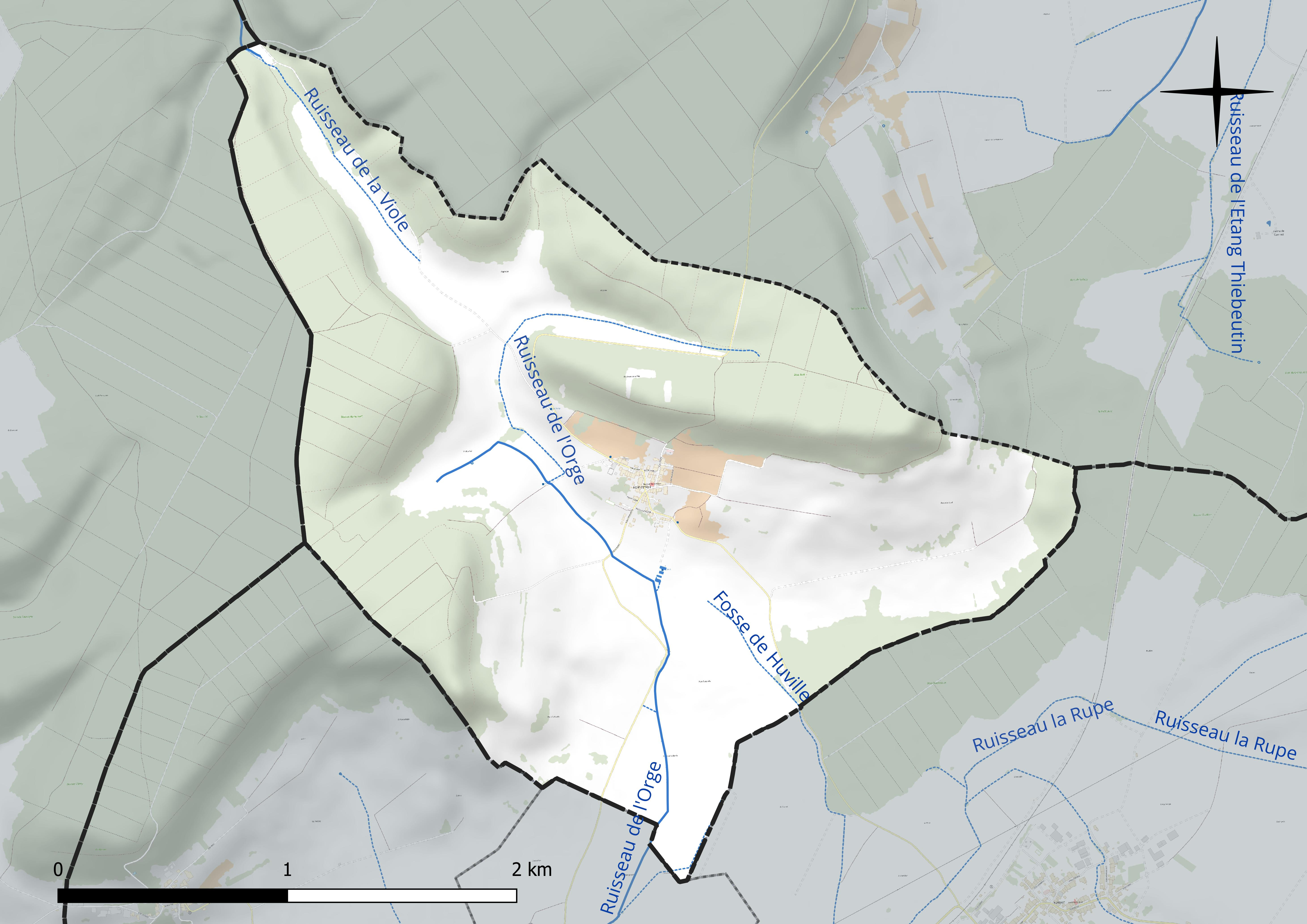
Réseau hydrographique de Mont-l'Étroit.

### Climat
Pour des articles plus généraux, voir Climat du Grand Est et Climat de Meurthe-et-Moselle.
En 2010, le climat de la commune est de type climat de montagne, selon une étude du Centre national de la recherche scientifique s'appuyant sur une série de données couvrant la période 1971-2000. En 2020, Météo-France publie une typologie des climats de la France métropolitaine dans laquelle la commune est exposée à un climat océanique altéré et est dans la région climatique  Lorraine, plateau de Langres, Morvan, caractérisée par un hiver rude (1,5 °C), des vents modérés et des brouillards fréquents en automne et hiver. 
Pour la période 1971-2000, la température annuelle moyenne est de 9,5 °C, avec une amplitude thermique annuelle de 16,7 °C. Le cumul annuel moyen de précipitations est de 967 mm, avec 13,1 jours de précipitations en janvier et 9,7 jours en juillet. Pour la période 1991-2020, la température moyenne annuelle observée sur la station météorologique de Météo-France la plus proche, « Nancy-Ochey », sur la commune d'Ochey à 15 km à vol d'oiseau, est de 10,5 °C et le cumul annuel moyen de précipitations est de 810,4 mm. 
La température maximale relevée sur cette station est de 39,6 °C, atteinte le 25 juillet 2019 ; la température minimale est de −19,1 °C, atteinte le 12 janvier 1987,,. 
Les paramètres climatiques de la commune ont été estimés pour le milieu du siècle (2041-2070) selon différents scénarios d'émission de gaz à effet de serre à partir des nouvelles projections climatiques de référence DRIAS-2020. Ils sont consultables sur un site dédié publié par Météo-France en novembre 2022.

## Urbanisme

### Typologie
Au 1er janvier 2024, Mont-l'Étroit est catégorisée commune rurale à habitat dispersé, selon la nouvelle grille communale de densité à sept niveaux définie par l'Insee en 2022.
Elle est située hors unité urbaine et hors attraction des villes,.

### Occupation des sols
L'occupation des sols de la commune, telle qu'elle ressort de la base de données européenne d’occupation biophysique des sols Corine Land Cover (CLC), est marquée par l'importance des territoires agricoles (55,4 % en 2018), en augmentation par rapport à 1990 (54,5 %). La répartition détaillée en 2018 est la suivante : prairies (41,5 %), forêts (33,3 %), milieux à végétation arbustive et/ou herbacée (11,3 %), terres arables (10 %), cultures permanentes (3,9 %). L'évolution de l’occupation des sols de la commune et de ses infrastructures peut être observée sur les différentes représentations cartographiques du territoire : la carte de Cassini (XVIIIe siècle), la carte d'état-major (1820-1866) et les cartes ou photos aériennes de l'IGN pour la période actuelle (1950 à aujourd'hui).

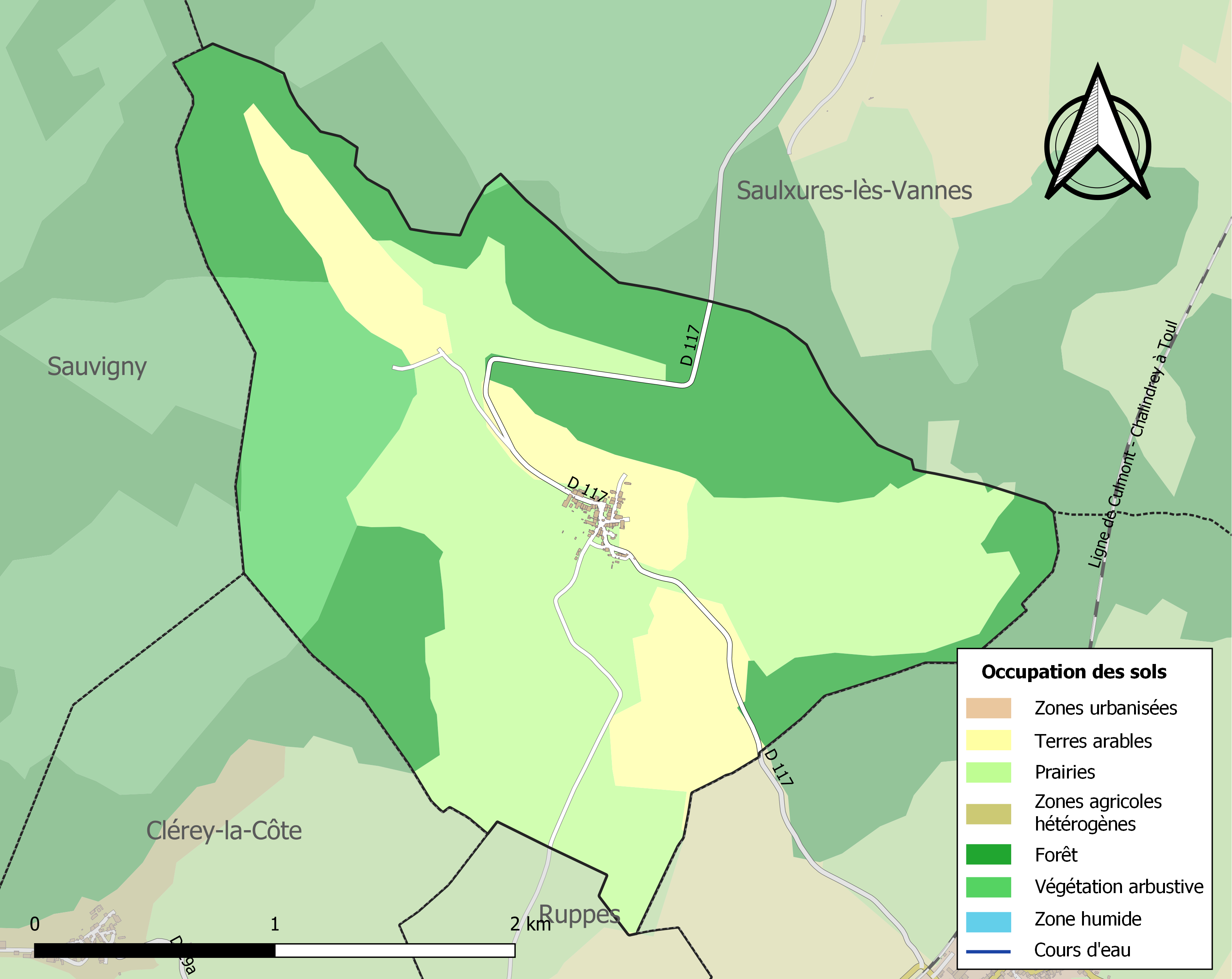
Carte des infrastructures et de l'occupation des sols de la commune en 2018 (CLC).

## Toponymie
Montenonis (Xe siècle), Montes en atroies (1402), Mont-en-Octroy (1519), Mont-Lattroye (1581) et Mont-la-Troye (1632), sont les graphies recensées dans le Dictionnaire topographique du département de la Meurthe.

L'étymologie du nom communal est incertaine, plusieurs érudits, dont l'abbé Grosse ont formulé une hypothèse :

« Ce village possède un moulin à grains sur un ruisseau qui se réunit à la Meuse. Mont-l'Étroit est ancien ; on le nommait Mons-in-Atrio, ou Mons-in-Angulo, parce qu'on croit qu'il fut bâti près d'un cimetière public. ».
L'historien H. Lepage précise qu'il en ignore l'origine.

## Histoire

### Préhistoire et Antiquité
Beaupré signale dans son répertoire archéologique de Meurthe un site de type éperon-barré pouvant correspondre à un oppidum pré-celtique (lieu-dit côte Chapion).

### Époque contemporaine
Village possédant un important vignoble au début du XXe siècle. Les pieds ont été décimés en 1907 par une maladie. Depuis le promeneur peut retrouver des restes de ce passé dans la forêt située au-dessus du village.
En 1999, lors de la grande tempête, une grande partie de la forêt a été détruite et le courant coupé pendant plusieurs jours.

## Politique et administration

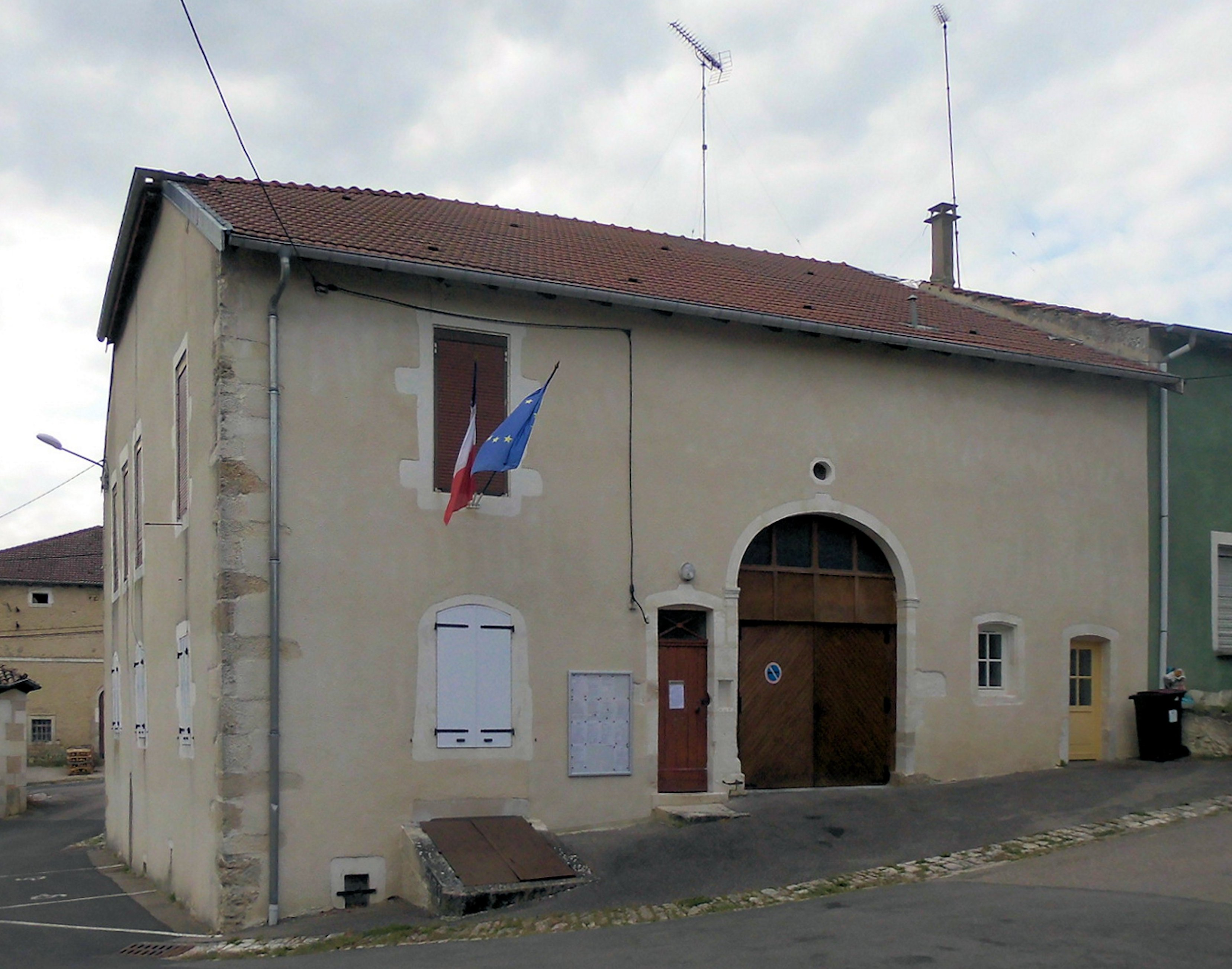
La mairie.

| Période                                  | Période                   | Identité                                               | Étiquette | Qualité        |
| ---------------------------------------- | ------------------------- | ------------------------------------------------------ | --------- | -------------- |
| Les données manquantes sont à compléter. |                           |                                                        |           |                |
| mars 2001                                | 2014                      | Patrick Crosnier                                       | PS        |                |
| avril 2014                               | En cours (au 23 mai 2020) | Jean-Jacques Tavernier, Réélu pour le mandat 2020-2026 |           | Ancien ouvrier |

## Population et société

### Démographie
L'évolution du nombre d'habitants est connue à travers les recensements de la population effectués dans la commune depuis 1793. Pour les communes de moins de 10 000 habitants, une enquête de recensement portant sur toute la population est réalisée tous les cinq ans, les populations de référence des années intermédiaires étant quant à elles estimées par interpolation ou extrapolation. Pour la commune, le premier recensement exhaustif entrant dans le cadre du nouveau dispositif a été réalisé en 2004.

En 2022, la commune comptait 95 habitants, en évolution de +6,74 % par rapport à 2016 (Meurthe-et-Moselle : −0,13 %, France hors Mayotte : +2,11 %).
| 1793 | 1800 | 1806 | 1821 | 1831 | 1836 | 1841 | 1846 | 1851 |
| ---- | ---- | ---- | ---- | ---- | ---- | ---- | ---- | ---- |
| 201  | 204  | 198  | 215  | 229  | 247  | 247  | 256  | 259  |

| 1856 | 1861 | 1872 | 1876 | 1881 | 1886 | 1891 | 1896 | 1901 |
| ---- | ---- | ---- | ---- | ---- | ---- | ---- | ---- | ---- |
| 240  | 232  | 204  | 194  | 195  | 219  | 180  | 177  | 166  |

| 1906 | 1911 | 1921 | 1926 | 1931 | 1936 | 1946 | 1954 | 1962 |
| ---- | ---- | ---- | ---- | ---- | ---- | ---- | ---- | ---- |
| 165  | 149  | 137  | 111  | 114  | 100  | 89   | 87   | 77   |

| 1968 | 1975 | 1982 | 1990 | 1999 | 2004 | 2006 | 2009 | 2014 |
| ---- | ---- | ---- | ---- | ---- | ---- | ---- | ---- | ---- |
| 78   | 74   | 56   | 57   | 87   | 110  | 113  | 98   | 95   |

| 2019 | 2022 | - | - | - | - | - | - | - |
| ---- | ---- | - | - | - | - | - | - | - |
| 97   | 95   | - | - | - | - | - | - | - |

## Économie
E. Grosse indique dans son ouvrage, vers 1836 :
«Territ. : 179 hect., dont 72 en terres arab., 61 en bois et 16 en prés.»
Le village a donc eu une tradition agricole.

### Secteur primaire ouAgriculture
Le secteur primaire comprend, outre les exploitations agricoles et les élevages, les établissements liés à l’exploitation de la forêt et les pêcheurs. D'après le recensement agricole 2010 du Ministère de l'agriculture (Agreste), la commune de Mont-l'Étroit était majoritairement orientée sur la polyculture et le poly-élevage (auparavant production de bovins et de lait ) sur une surface agricole utilisée d'environ 104 hectares (surface cultivable communale) en légère baisse depuis 1988 - Le cheptel en unité de gros bétail s'est réduit de 245 à 63 entre 1988 et 2010. Il n'y avait plus qu' 1 exploitation agricole ayant son/leur siège dans la commune employant 1 unité de travail. (3 exploitations / 5 unités de travail en 1988).

## Culture locale et patrimoine

### Lieux et monuments

#### Édifices civils

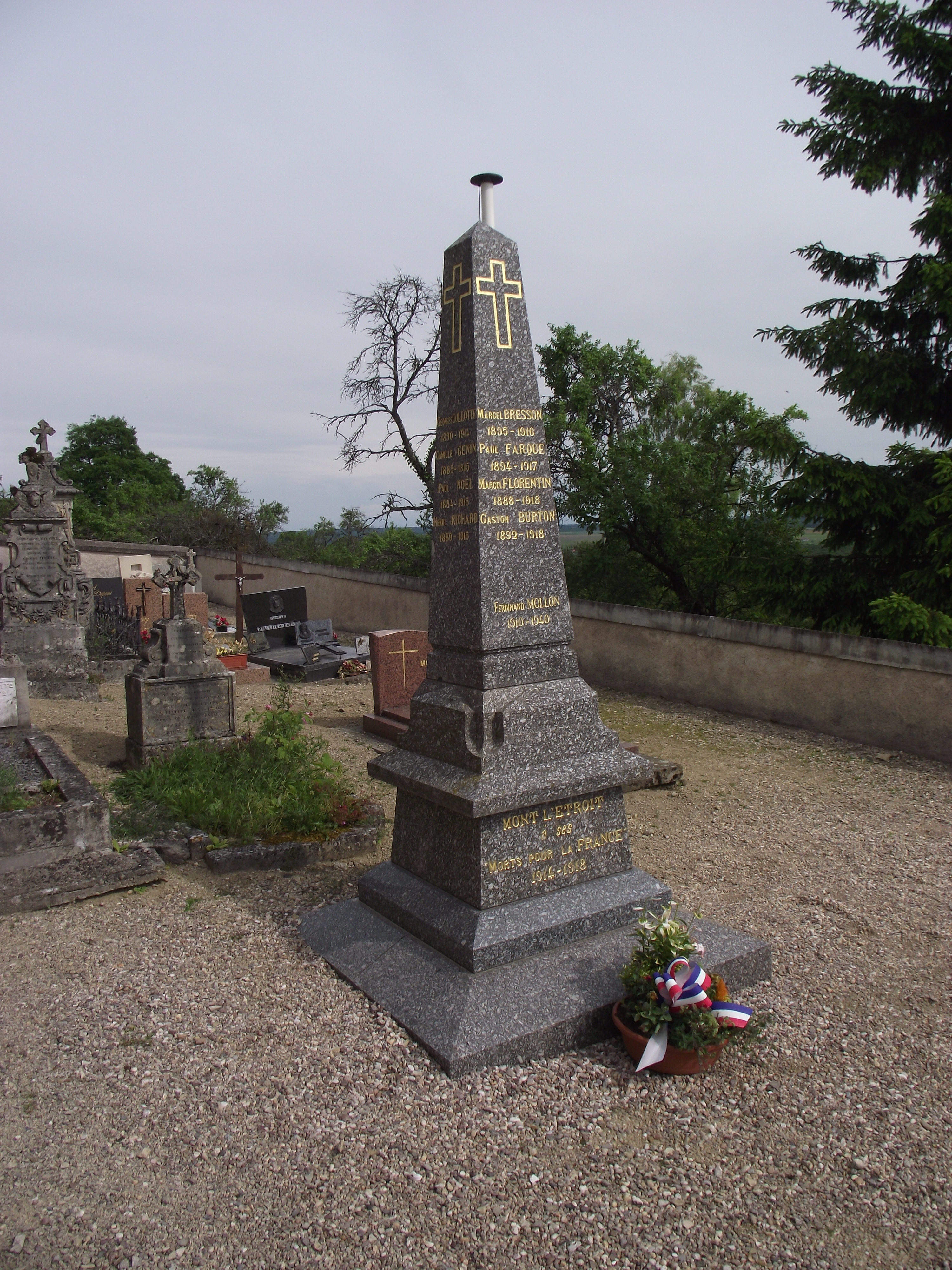
Monument aux morts.

- Vestiges de la voie romaine Lyon-Trèves.
- Village à flanc de coteau ayant conservé toutes les caractéristiques de la localité lorraine 18e : petites rues étroites, longs pans de toitures en tuiles romaines se prolongeant hors de la façade sur rue, portes charretières en plein cintre, flamandes, hautes cheminées, ancienne huilerie.
- Au centre de la commune se trouve un lavoir.
- Le site des 3 bornes, qui est l'unique endroit où trois départements lorrains se côtoient, ce qui correspond à un tripoint. Les autres communes frontalières sont Clérey-la-Côte (dans les Vosges) et Sauvigny (dans la Meuse).
- Le monument aux morts de Mont-L'Etroit en mémoire des morts des deux guerres 1914-1918 et 1939-1945 est situé près de l'église et dans le cimetière.

#### Édifices religieux

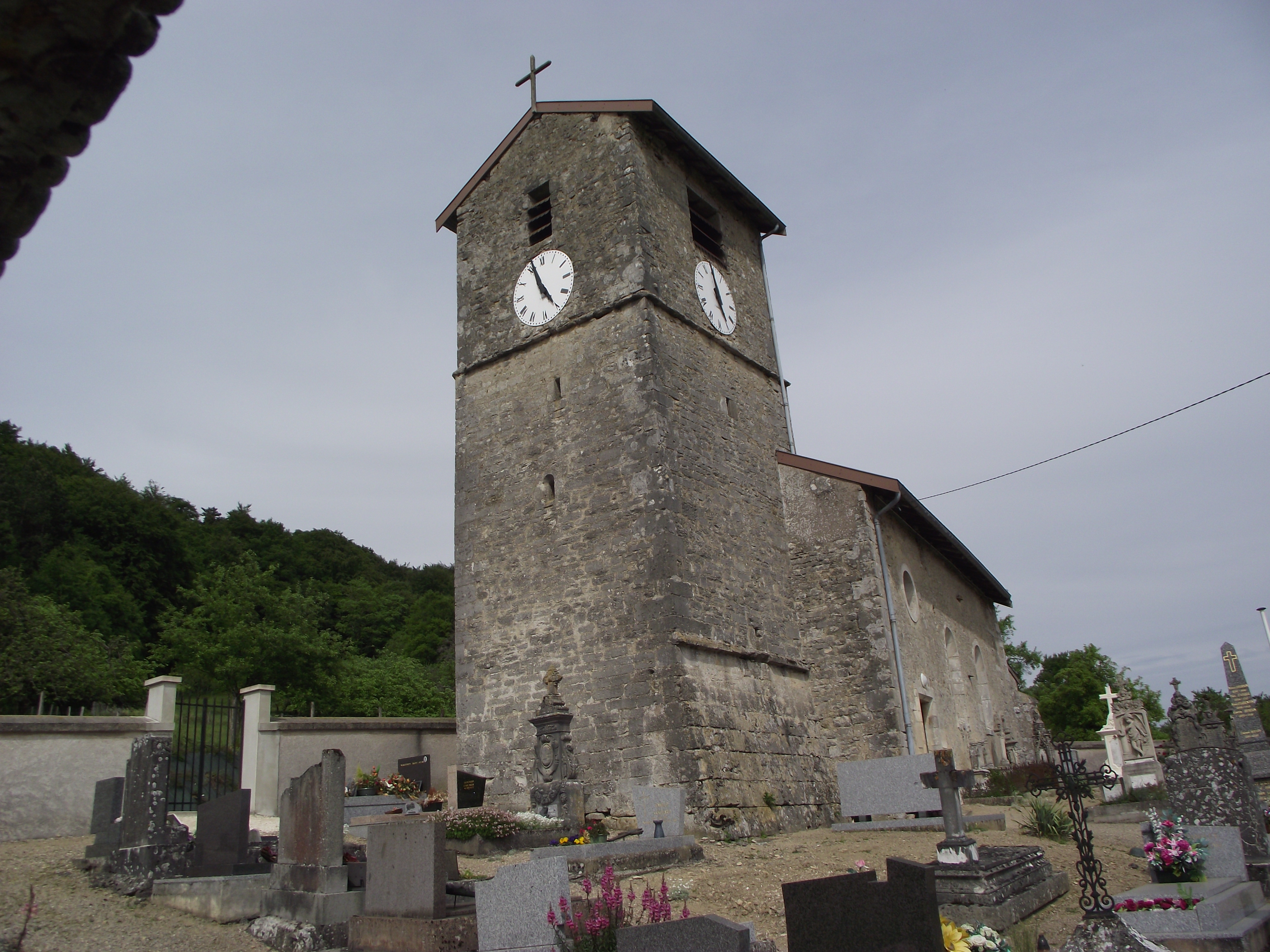
Église Saint-Remy.

- Église Saint-Remy du 14e, se trouve en haut du village avec accolé un cimetière, remaniée au 18e : tour romane.
- Croix de chemin dans le village et en forêt.

### Héraldique, logotype et devise
| Blason de Mont-l'Étroit | Blason  | Tiercé chapé ployé : au premier de sinople au sapin arraché d'argent, au deuxième d'azur au bar d'or contourné en pal, au troisième d'or à l'alérion de gueules accosté de deux vergettes ondées d'azur. |
| Blason de Mont-l'Étroit | Détails | On peut voir dans ce blason, en plan ou en profil un "mont étroit". Mont l’Étroit est la dernière commune de Meurthe et Moselle (l'alérion entre les deux vergettes). Elle est entourée par les Vosges (le sapin) et la Meuse (le bar). En effet on trouve en forêt communale une borne délimitant les trois départements. Le statut officiel du blason reste à déterminer. |